# 彼得·范德尔卡伊
彼得·范德尔卡伊（英語：Peter Vanderkaay，1984年2月12日—）是一名美国男子游泳运动员，主攻自由泳。他曾参加2004年、2008年和2012年三届奥运，共收获两枚金牌和两枚铜牌。